# Roger Delano

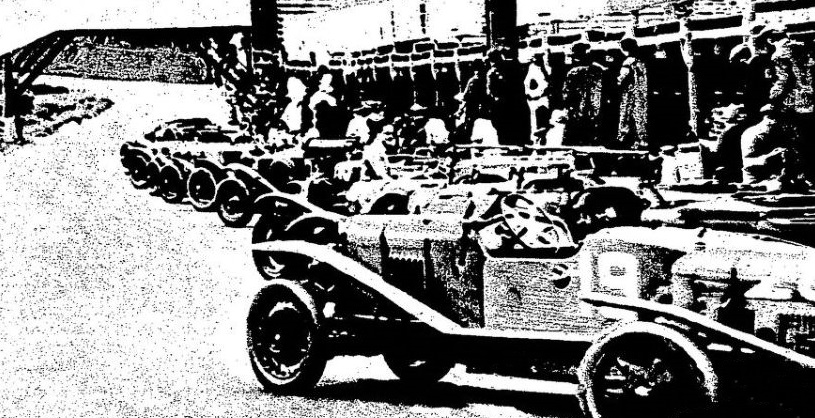
Der von Roger Delano gefahrene Ariès CC2 Super (Startnummer 19) beim Start zum 24-Stunden-Rennen von Spa-Francorchamps 1927

Louis Roger Delano (* 23. März 1898 in Versailles; † 22. November 1966 in Auneau) war ein französischer Autorennfahrer.

## Karriere als Rennfahrer
Roger Delano war in den 1920er-Jahren Werksfahrer bei SA Ariès. In dieser Funktion war er zwischen 1924 und 1928 fünfmal beim 24-Stunden-Rennen von Le Mans am Start. Neben vier Ausfällen erreichte er bei seinem Debüt 1924 den 13. Rang in der Gesamtwertung. Abseits von Le Mans war seine beste Platzierung der achte Rang beim 24-Stunden-Rennen von Spa-Francorchamps 1928.

## Statistik

### Le-Mans-Ergebnisse
| Jahr | Team                         | Fahrzeug         | Teamkollege    | Platzierung     | Ausfallgrund         |
| ---- | ---------------------------- | ---------------- | -------------- | --------------- | -------------------- |
| 1924 | Société des Automobile Ariès | Ariès 8-10 CV    | Louis Rigal    | Rang 13         |                      |
| 1925 | Société des Automobile Ariès | Ariès Type S GP2 | Louis Rigal    | Ausfall         | Zylinderkopfdichtung |
| 1926 | Société des Automobile Ariès | Ariès CC2 Super  | Edmond Closset | Ausfall         | Unfall               |
| 1927 | Société des Automobile Ariès | Ariès CC4        | Arthur Duray   | disqualifiziert |                      |
| 1928 | Société des Automobile Ariès | Ariès CC4        | Arthur Duray   | Ausfall         | Motorschaden         |